# ريتشارد لوكا
ريتشارد لوكا هو لاعب كرة قدم برازيلي في مركز الهجوم، ولد في 6 يناير 1998 في أباريسيدا دي غويانيا في البرازيل. لعب مع توربيدو كوتيسي وتيغريس أونال ونادي سانتوس ونادي غوياس.

## وصلات خارجية
- ريتشارد لوكا على موقع قاعدة بيانات كرة القدم.إي يو (الإنجليزية)
- ريتشارد لوكا على موقع قاعدة بيانات كرة القدم.إي يو (الإنجليزية)
- ريتشارد لوكا على موقع Soccerway.com (الإنجليزية)